# Musica di Final Fantasy VI
Questa pagina raccoglie le colonne sonore e le raccolte dedicate alle musiche del videogioco Final Fantasy VI, pubblicato dalla Square nel 1994.
La colonna sonora è stata pubblicata in Giappone in tre CD con il titolo Final Fantasy VI: Original Sound Version. Una versione di quest'album è stata in seguito pubblicata in Nord America come Final Fantasy III: Kefka's Domain, con una nuova traduzione dei titoli dei brani. Dieci tracce della colonna sonora vennero pubblicate nel 1994 in due EP dal titolo Final Fantasy VI Stars Vol. 1 e Vol. 2. Sei tracce non utilizzate nel gioco furono invece incluse nello stesso anno in Final Fantasy VI Special Tracks. In più, altri tredici brani vennero inclusi nel CD Music From FFV and FFVI Video Games, pubblicati insieme a Final Fantasy Anthology il 5 ottobre 1999. La colonna sonora venne nuovamente pubblicata come parte di Final Fantasy Finest Box da Square Enix il 28 marzo 2007, insieme a quelle di Final Fantasy IV e Final Fantasy V subito dopo l'uscita della versione per Game Boy Advance. Inoltre, Final Fantasy VI Grand Finale contiene 11 tracce del gioco, arrangiate da Shirō Sagisu e Tsuneyoshi Saito ed eseguite dall'Ensemble Archi della Scala e dall'Orchestra Sinfonica di Milano; mentre Piano Collections: Final Fantasy VI presenta tredici pezzi estratti dal gioco ed eseguiti per pianoforte da Reiko Nomura.

## Final Fantasy VI Original Soundtrack
Final Fantasy VI Original Soundtrack è la colonna sonora ufficiale di Final Fantasy VI, composta da Nobuo Uematsu. È stata pubblicata in Giappone e Nord America in due compilation diverse, chiamate rispettivamente Final Fantasy VI: Original Sound Version e Kefka's Domain: The Complete Soundtrack from the Final Fantasy III Videogame. Si tratta dell'ultima colonna sonora per la generazione 16-bit della serie, ed è la più lunga. Per Nobuo Uematsu, la colonna sonora di Final Fantasy VI segnò la fine di una tappa importante della sua carriera musicale; alla fine di essa, infatti, pensò addirittura di non comporre più musica per videogiochi, avendo raggiunto il suo «obiettivo primario». Nobuo Uematsu affermò anche che la traccia Omen fu la più difficile sulla quale lavorò durante la sua carriera. Le musiche vennero incluse anche in altri due album: Final Fantasy VI: Grand Finale e Piano Collections.
Molti pezzi contenuti nell'album, come Dancing Mad, Terra's Theme e Aria di Mezzo Carattere sono popolari ancora oggi.
Il brano Aria di Mezzo Carattere, udibile durante la celebre scena dell'Opera, contiene una "voce" sintetizzata che accompagna la melodia; resasi necessaria dal momento che le limitazioni tecniche del chip sonoro SPC700, utilizzato all'epoca, impedivano l'uso di una traccia vocale. Venne definita da Soundtrack Central «il brano più apprezzato dell'intera serie», mentre il sito web Complex la nominò la miglior composizione dell'era 16-bit. L'album orchestrale Final Fantasy VI Grand Finale contiene una versione arrangiata dell'aria, con un testo in italiano eseguito da Svetla Krasteva e un accompagnamento orchestrale. Questa versione è presente anche nel finale in full motion video della versione per PlayStation, con gli stessi testi, ma un arrangiamento musicale differente. L'album Orchestral Game Concert 4, inoltre, include una versione estesa del brano, arrangiato e condotto da Kosuke Onozaki ed eseguito dalla Tokyo Symphony Orchestra, con le voci di Wakako Aokimi, Tetsuya Ono e Hiroshi Kuroda. L'opera è stata anche eseguita al concerto "More Friends", all'Anfiteatro Gibson nel 2005, con una nuova traduzione inglese del testo e una sezione del brano composta appositamente per il finale, dato che in Final Fantasy VI il pezzo veniva improvvisamente interrotto dall'arrivo di Ultros e Setzer.
Dancing Mad, il brano che accompagna lo scontro finale con Kefka Palazzo, è una composizione d'organo di 17 minuti suddivisa in 4 distinti movimenti. È ancora ora considerata dalla critica come una delle più grandi e complesse tracce musicali nel panorama dei videogiochi. La composizione è stata eseguita nella tournée PLAY! A Video Game Symphony, il 2 giugno 2007 a Stoccolma, dal gruppo Machinae Supremacy. La versione arrangiata con accompagnamento orchestrale contenuta nell'album Distant Worlds: Music from Final Fantasy ha anche un testo in latino. Balance Is Restored, la canzone udibile durante il finale del gioco, combina tutti i temi dei personaggi principali in un'unica composizione di oltre 21 minuti ed è stata nominata da Isaac Engelhorn di Soundtrack Central «la seconda miglior composizione della storia, dopo il movimento finale della nona sinfonia di Ludwig van Beethoven» e da Bob Mackey di 1UP.com «il miglior brano della storia videoludica». Altri brani celebri sono Terra's Theme, nominata dai siti web IGN e GameFAQs la miglior canzone della serie, e Omen, che a detta di Uematsu fu la composizione più difficile di tutta la sua carriera.

### Tracce
Tutte le tracce sono state composte da Nobuo Uematsu.
CD 1
1. Omen - 4:15
2. The Mines of Narshe - 2:48
3. Awakening - 1:41
4. Locke's Theme - 2:01
5. Battle - 1:59
6. Victory Fanfare - 0:39
7. Edgar & Sabin's Theme - 2:32
8. Kefka - 2:43
9. Mt.Koltz - 2:30
10. The Returners - 2:42
11. Shadow's Theme - 1:53
12. Troops March On - 1:56
13. Cyan's Theme - 2:21
14. The Unforgiven - 1:23
15. Phantom Forest - 3:17
16. Phantom Train - 2:49
17. The Veldt - 2:17
18. Gau's Theme - 1:50
19. The Serpent Trench - 2:06
20. Kids Run Through the City - 2:42
21. Under Martial Laws - 2:26
22. Celes's Theme - 2:56
23. Protect the Espers! - 1:57
24. The Decisive Battle - 2:01
25. Metamorphosis - 1:25

CD 2
1. Terra's Theme - 3:50
2. Coin of Fate - 3:14
3. Techno de Chocobo - 1:35
4. Forever Rachel - 2:51
5. Slam Shuffle - 2:20
6. Spinach Rag - 2:13
7. Overture - 4:46
8. Aria di Mezzo Carattere - 3:55
9. Wedding Waltz ~ Duel - 4:00
10. Grand Finale - 3:14
11. Setzer's Theme - 1:55
12. Johnny C. Bad - 2:54
13. The Gestahl Empire - 3:11
14. Magitek Research Facility - 2:32
15. The Airship Blackjack - 3:04
16. What? - 1:07
17. Mog's Theme - 1:54
18. Strago's Theme - 2:29
19. Relm's Theme - 2:54
20. Esper World - 2:37

CD 3
1. Floating Continent - 2:27
2. Catastrophe - 2:15
3. Battle to the Death - 2:34
4. Rest in Peace - 0:29
5. Dark World - 3:03
6. From that Day On... - 2:14
7. Searching for Friends - 2:56
8. Gogo's Theme - 2:10
9. Epitaph - 2:50
10. The Magic House - 2:32
11. Umaro's Theme - 1:54
12. The Fanatics - 1:47
13. Kefka's Tower - 2:49
14. Dancing Mad - 17:35
15. Balance Is Restored - 21:29
16. The Prelude - 2:21

### Accoglienza
Final Fantasy VI Original Sound Version arrivò a vendere 175 000 copie al gennaio 2010, diventando il secondo album di maggior successo commerciale della serie. L'album è stato apprezzato dalla critica: Ben Schweitzer di RPGFan ha affermato «ogni singola traccia presente è eccellente, e un'ottima composizione». Isaac Engelhorn del sito web Soundtrack Central approvò il giudizio di Ben, e la nominò una delle migliori colonne sonore dei media. Final Fantasy VI Original Sound Version venne successivamente nominata dai lettori dei siti web GameSpot e Soundtrack Central la miglior colonna sonora dei videogiochi. Dancing Mad in particolare ha attirato molta attenzione da parte della critica: secondo Patrick Gann di RPGFan, infatti, è «una delle migliori canzoni composte su tastiera in assoluto». Anche il brano Terra's Theme è stato apprezzato, venendo ripetutamente nominata una delle migliori canzoni del panorama dei videogiochi, e la migliore della serie dal sito web IGN.
La colonna sonora di Final Fantasy VI è considerata dalla critica la più bella e conosciuta opera di Uematsu nonché una delle migliori nel panorama dei videogiochi. Essa segnò una tappa molto importante nella carriera del compositore e, come ha affermato il sito web GameSpot, «dimostrò la crescente sofisticatezza della musica per videogiochi». Verrà infatti in seguito nominata dallo stesso sito la più grande colonna sonora della storia dei videogiochi, per essere riuscita a cambiare per sempre il modo in cui viene oggi considerata e apprezzata la musica videoludica. Nick Melton di Soundtrack Central la definì addirittura «il più grandioso capolavoro musicale del XX secolo», mentre gli scrittori Jeff Dickerson e Luke Smith del Michigan Daily scrissero che «Nobuo Uematsu riuscì a sfruttare le limitazioni del Super Nintendo per comporre alcune delle tracce più indimenticabili e memorabili della storia della musica videoludica». Uematsu stesso rimase soddisfatto dal modo in cui la colonna sonora di Final Fantasy VI venne accolta dagli appassionati della serie e dalla critica, e affermò in numerose interviste che «con l'eccitazione e la soddisfazione provata al termine del progetto, pensai di aver raggiunto il mio obiettivo primario, e di poter smettere di comporre musica per videogiochi senza rimpianti», e che si tratta della sua creazione preferita. Nel 2014 i brani Opera Maria and Draco, Kefka's Theme e Dancing Mad vennero citati e inseriti al settimo posto nella Classic FM Hall of Fame, insieme ad Aerith's Theme e One-Winged Angel di Final Fantasy VII e a To Zanarkand di Final Fantasy X.

## Final Fantasy VI Special Tracks
Final Fantasy VI Special Tracks è un EP pubblicato il 25 aprile 1994 da NTT Publishing, con il numero di catalogo PSDN-6101. È composto principalmente da brani non utilizzati in Final Fantasy VI, compresa un'esclusiva traccia vocale dal titolo Approaching Sentiment e un remix di Troian Beauty, di Final Fantasy IV.

### Tracce
1. Approaching Sentiment - 5:22
2. Town 2 - 2:38
3. Town 3 - 1:14
4. Troian Beauty (Remake) - 2:04
5. Techno de Chocobo (Another Mix) - 4:08
6. Approaching Sentiment (No Vocals) - 5:19

### Accoglienza
Nonostante non abbia ricevuto riconoscimenti e lodi come quelli di Final Fantasy VI Original Sound Version, Patrick Gann di RPGFan affermò che Final Fantasy VI Special Tracks era «molto bella», e apprezzò particolarmente il brano Techno de Chocobo.

## Final Fantasy VI Grand Finale
Final Fantasy VI Grand Finale è una raccolta di tracce orchestrali della colonna sonora originale di Final Fantasy VI, composte da Nobuo Uematsu e arrangiate da Shiro Sagisu e Tsuneyoshy Saito. È stato pubblicato da NTT Publishing il 25 maggio 1994 con il numero di catalogo NTCP-5004. Gli arrangiamenti sono eseguiti dall'Orchestra Sinfonica di Milano, con le voci di Svetla Krasteva.

### Tracce
1. Omen ~ Terra's Theme - 7:57
2. Kefka - 3:24
3. Phantom Forest - 4:46
4. Gau's Theme - 5:18
5. Milan de Chocobo - 5:36
6. Troops March On - 4:25
7. Kids Run Through the City - 3:13
8. The Airship Blackjack - 4:16
9. Relm's Theme - 5:38
10. Phantom Train - 4:01
11. Aria di Mezzo Carattere - 5:53

### Accoglienza
Proprio come Final Fantasy VI Special Tracks, Final Fantasy VI Grand Finale è stato ben accolto dalla critica, ma non come la colonna sonora originale. Daniel Space di RPGFan ha rilevato alcuni problemi nella selezione delle tracce e «una qualità sonora che ha rovinato l'album». Adama Corn di Soundtrack Central ha affermato che, persino con i suoi difetti, l'album è stato «interessante e divertente». Patrick Gann approvò il giudizio di Adam, affermando «ci sono alcuni problemi minori, ma la qualità complessiva è fantastica».

## Piano Collections: Final Fantasy VI
Piano Collections: Final Fantasy VI è un album musicale con brani di Final Fantasy VI, composti da Nobuo Uematsu e arrangiati per pianoforte da Shirou Satou ed eseguiti da Reiko Nomura. È stato pubblicato da Square e NTT Publishing il 25 giugno 1994 con il numero di catalogo PSCN-5005. È stato successivamente ripubblicato dalla stessa compagnia il 25 luglio 2011, con il numero di catalogo NTCP-1003.

### Tracce
1. Terra's Theme - 3:36
2. Gau's Theme - 2:20
3. Kefka - 3:39
4. Spinach Rag - 2:32
5. Strago's Theme - 3:21
6. Phantom Forest - 3:23
7. Kids Run Through the City - 3:14
8. Johnny C. Bad - 3:35
9. Phantom Train - 2:36
10. The Decisive Battle - 2:32
11. Coin of Fate - 4:45
12. Celes's Theme - 3:07
13. Waltz de Chocobo - 2:36

### Accoglienza
L'album è stato apprezzato dalla critica, venendo considerato da Daniel Space di RPGFan «un fantastico CD». Sigmund Shen di Soundtrack Central affermò che si trattava di «un CD impressionante da avere». Gary King dello stesso sito lo definì «semplicemente stupefacente» e «un CD che nessun collezionista dovrebbe lasciarsi sfuggire».

## Final Fantasy VI Stars Vol. 1 & Vol. 2
Dieci tracce della colonna sonora originale vennero pubblicate da NTT Publishing nel 1994 in 2 EP, chiamati Final Fantasy VI Stars Vol. 1 & Vol. 2, con i numeri di catalogo N09D-023 e N09D-024.

### Tracce Vol. 1
1. Terra's Theme - 3:54
2. Edgar & Sabin's Theme - 2:40
3. Strago's Theme - 2:14
4. Gau's Theme - 1:53
5. Cyan's Theme - 2:23

### Tracce Vol. 2
1. Locke's Theme - 2:04
2. Celes's Theme - 2:59
3. Shadow's Theme - 1:56
4. Relm's Theme - 2:57
5. Setzer's Theme - 1:58

## Eredità culturale
Il gruppo rock di Uematsu, The Black Mages, ha pubblicato una versione progressive metal di Dancing Mad nel loro primo album omonimo del 2003. L'album del 2008, invece, chiamato Darkness and Starlight, prende il suo nome proprio dalla prima traccia: una versione opera rock di Maria and Draco, eseguita da Etsuyo Ota. L'organizzazione OverClocked ReMix ha pubblicato nel 2013 un album dal titolo Final Fantasy VI: Balance and Ruin, contenente 74 brani riarrangiati della colonna sonora. Nel loro sito ufficiale, inoltre, la colonna sonora di Final Fantasy VI risulta essere la seconda con più remix in assoluto, battuta soltanto da quella di Chrono Trigger. Alcuni brani sono stati invece eseguiti dalla Royal Stockholm Philharmonic Orchestra, in un poema sinfonico dal titolo Born with the Gift of Magic.